# Galago matschiei
Galago matschiei là một loài động vật có vú trong họ Galagidae, bộ Linh trưởng. Loài này được Lorenz mô tả năm 1917.